# 韓惠琳
韓惠琳（韓語：한혜린，1988年11月6日—），韓國女演員。

## 演出作品

### 電視劇
- 2007年：SBS《8月下的雪》飾演 健身房領班
- 2008年：MBC《大韓民國律師》
- 2009年：MBC《綜合醫院2》 飾演 全順德
- 2011年：SBS《新妓生傳》飾演 琴拉拉
- 2011年：KBS《逆轉千金》飾演 羅槿華
- 2012年：MBC《兒子傢伙們》飾演 李申英
- 2013年：KBS《王家一家人》飾演 白智花（客串）
- 2013年：MBC《奇皇后》飾演 朴氏
- 2015年：MBC Drama《我的遺憾男友》飾演 鄭惠美
- 2016年：MBC《吹吧，微風啊》飾演 張夏娟
- 2017年：KBS《即使恨也愛你》飾演 鄭仁宇

### 電影
- 2011年：《神之岛，济州》
- 2012年：《魔女金光子》饰演 魔女
- 2014年：《少女怪談》饰演 贤智
- 2014年：《朝我的心臟開槍》饰演 尹宝拉
- 2021年：《危樓深淵》饰演 安孝贞

## 綜藝節目
- 2011年：SBS《中秋特輯Star Couple最強戰》

## 廣告代言
- 2008年：LG su:m 37°護膚品（與宋允兒）
- 2008年：LG CYON手機

## 外部連結
- 韓惠琳的Instagram帳戶
- 韓惠琳在NAVER上的资料
- 韓惠琳在Daum上的资料